# Colten Brewer
Colten Bradley Brewer (Dallas, 29 ottobre 1992) è un giocatore di baseball statunitense, lanciatore di rilievo per i Boston Red Sox della Major League Baseball (MLB).

## Carriera

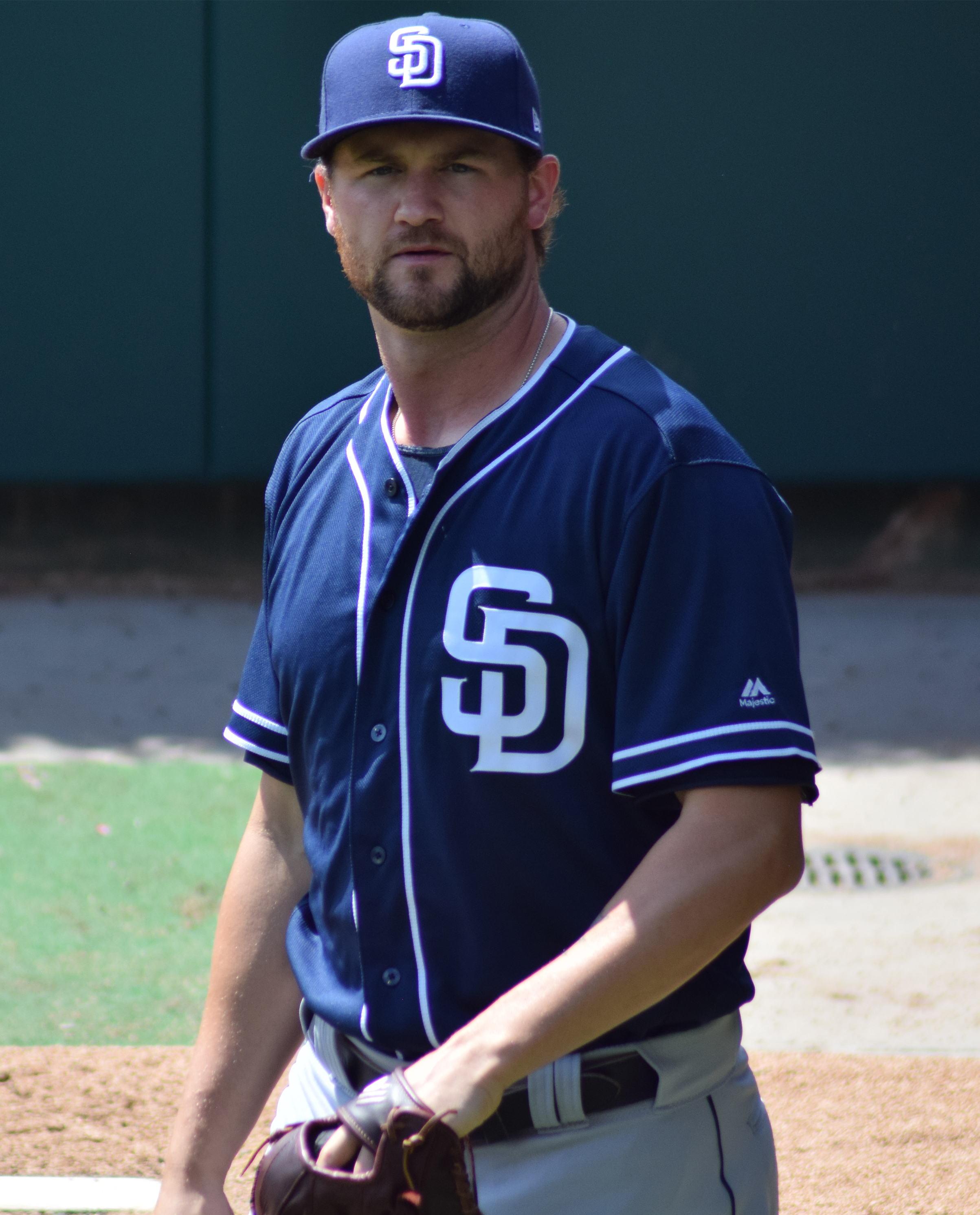
Brewer con i Padres nel 2018

### Inizi e Minor League
Brewer è nato a Dallas, nello stato del Texas. Frequentò la Canton High School di Canton nella contea di Van Zandt e da lì venne selezionato nel 4º turno del draft MLB 2011 dai Pittsburgh Pirates. Iniziò a giocare nel 2012 nella classe Rookie per poi passare l'anno successivo alla classe A-breve, quest'ultima stagione però venne conclusa dopo sole tre partite per un infortunio che lo costrinse a saltare anche l'intera stagione 2014. Rientro nel 2015 nella classe A e nel 2016 giocò nella classe A-avanzata e nella Doppia-A.
Il 6 dicembre 2016, i Pirates scambiarono Brewer con i New York Yankees durante il Rule 5 Draft. Partecipò alla stagione 2017 nelle squadre della Classe A-avanzata, della Doppia-A e della Tripla-A. Divenne free agent al termine della stagione.
Il 22 novembre 2017, Brewer firmò un contratto con i San Diego Padres.

### Major League
Brewer debuttò nella MLB il 12 aprile 2018, al AT&T Park di San Francisco contro i San Francisco Giants. Concluse la sua prima stagione regolare con 11 partite disputate nella Major League e 37 giocate nella Tripla-A della Minor League Baseball.
Il 20 novembre 2018, i Padres scabiarono Brewer con i Boston Red Sox, per il giocatore di minor league messicano Esteban Quiroz.
Nel 2021 giocò prevalentemente in minor league, chiudendo la stagione con una sola presenza nella MLB.